# シュテファン・ライナルツ
シュテファン・ライナルツ（Stefan Reinartz, 1989年1月1日 - ）は、西ドイツ（現ドイツ）・エンゲルスキルヒェン出身の元サッカー選手。元ドイツ代表。サッカー指導者。ブンデスリーガのバイエル・レバークーゼン所属。現役時代のポジションは守備的ミッドフィルダー及びセンターバック。
プロ生活をする傍らで2012年夏以降、ボランティアとしてレバークーゼンのU-17チームで第2アシスタントコーチを務めている。

## 経歴

### クラブ
ノルトライン＝ヴェストファーレン州のエンゲルスキルヒェンに生まれたライナルツは、ユース時代をハイリゲンハウザーSVとSVベルギッシュ・グラートバッハ09（en）で過ごした後にバイエル・レバークーゼンの下部組織へ入団した。レバークーゼンの各世代別カテゴリーを順調に駆け上がり、2006-07シーズン後半からU-19チームで出場機会を増やし、最終的にチーム2位の出場機会を得るほどに中心選手としてプレーし、U-19ブンデスリーガ優勝に貢献。同チームはオーバーリーガからレギオナルリーガ西部昇格を果たすも翌年に降格し、また、ライナルツ自身はシーズン後半からしか出場機会を得ることが出来なかった。
2008-09シーズンにレバークーゼンのトップチームと4年のプロ契約を締結。しかし、同シーズン前期の多くをBチームで過ごしていたことから、マルセル・リッセと共に同国2部の1.FCニュルンベルクへ2010年まで期限付き移籍をした。2009年2月9日に第19節の1.FCカイザースラウテルン戦でプロ初出場を飾って以降、全試合に出場し、ブンデスリーガ昇格に貢献した。ニュルンベルクでは試合の多くを守備的MFとして務め、終盤はCBを務めていた。
ニュルンベルクでの成功から、ユップ・ハインケス監督の要望で当初の予定より期限付き移籍を切り上げて2009-10シーズン開幕前にレバークーゼンへ復帰を果たし、2009年7月31日にDFBポカールのSVバベルスベルク戦でレバークーゼンの選手として初出場を飾った。続くリーグの開幕戦で先発出場するもハムストリングの負傷により一時離脱を余儀なくされた。9月16日にUEFAヨーロッパリーグ 2010-11のローゼンボリBK戦（4-0）で欧州カップ戦初出場および初得点を記録。一方、負傷から復帰以降のリーグ戦では状態が整わなかったために途中出場した4試合を除いて先発出場し、守備的MFの主軸としての地位を確立した。また、11月6日のアイントラハト・フランクフルト戦（4-0）でリーグ初得点を挙げている。
翌2010-11シーズンは、好調なチームの中にあって出場した31試合中30試合に先発し、CBの主軸としてマヌエル・フリードリヒやサミ・ヒーピアとコンビを組み、準優勝に貢献した。以降のシーズンは守備的MFを主戦場としている。
2016年5月、27歳で現役引退を表明した。

### 代表
U-16代表から各世代別でプレーしてきたライナルツは、U-17代表時代にUEFA U-17欧州選手権2006の予選から主軸を務めて4位入賞に貢献。U-19時代は一時期クリストファー・ショルヒ（en）にポジションを奪われたものの、最終的に奪い返して主軸として活動し、さらにUEFA U-19欧州選手権2008では全試合に出場して優勝に貢献した。U-21代表でも主軸としてUEFA U-21欧州選手権2011予選で全試合に出場していたが、チームは本大会出場を逃している。
2010年5月6日にマルタ戦へ向けた一員にヨアヒム・レーヴ監督によってA代表初招集され、13日の同試合で72分にサミ・ケディラに代わり初出場を飾った。